# Marina de Tavira
Marina de Tavira Servitje (Cidade do México, 11 de novembro de 1974) é uma atriz mexicana. Ganhou destaque após atuar em Roma, de Alfonso Cuarón, rendendo indicação ao Óscar 2019 como Melhor Atriz Coadjuvante.

## Biografia
Nascida na capital mexicana, Marina é sobrinha do diretor de teatro Luis de Tavira e conhecida atriz mexicana Rosa María Bianchi; ela é prima de Pedro de Tavira Egurrola e José María de Tavira e neta de Lorenzo Servitje,  propietário e fundador do Grupo Bimbo.
Seu pai foi Juan Pablo de Tavira Noriega, um advogado, criminólogo e primeiro diretor do Centro Federal de Readaptación Social n.º 1.
Entre os anos 2012 e 2019, Marina manteve um relacionamento com o ator mexicano Rafael Sánchez-Navarro.

## Carreira
Estudou atuação na instituição "La casa del teatro" e no Núcleo de Estudios Teatrales e no Centro de Formación Teatral San Cayetano. Seu primeiro trabalho depois de sua graduação da carreira de atuação foi na encenação de Feliz nuevo siglo Doktor Freud.
Formou parte do colégio de professores da Casa del Teatro. Ela é membra e fundadora, junto com Enrique Singer, da produtora Incidente Teatro com a qual estreiou: Traición, de Harold Pinter, Crímenes del corazón, de Beth Henley, La mujer justa, de Hugo Urquijo (baseada na novela de Sándor Márai) e La anarquista, de David Mamet.
Marina participou de mais de 25 peças de teatro, como Siete puertas, Bajo la piel del castor e Fotografía en la playa (Compañía Nacional de Teatro). Também participou das montagens Alguien va a venir (Teatro Línea de Sombra) e Por el gusto de morir bajo el volcán, El Amante e Tomar partido, entre outras.
Em 2019, despontou no cinema atuando no célebre filme Roma, do prestigiado diretor Alfonso Cuarón. O filme, protagonizado por Yalitza Aparicio, foi indicado a vários prêmios incluindo de melhor atriz coadjuvante para Marina. Ela foi indicada pela Academia de Artes e Ciências Cinematográficas na categoria de melhor atriz coadjuvante no Óscar 2019.
Depois de ser indicada ao Óscar, regressou ao teatro com a obra Tragaluz, na La casa del teatro, a escola onde estudou na Ciudad de México.

## Filmografia

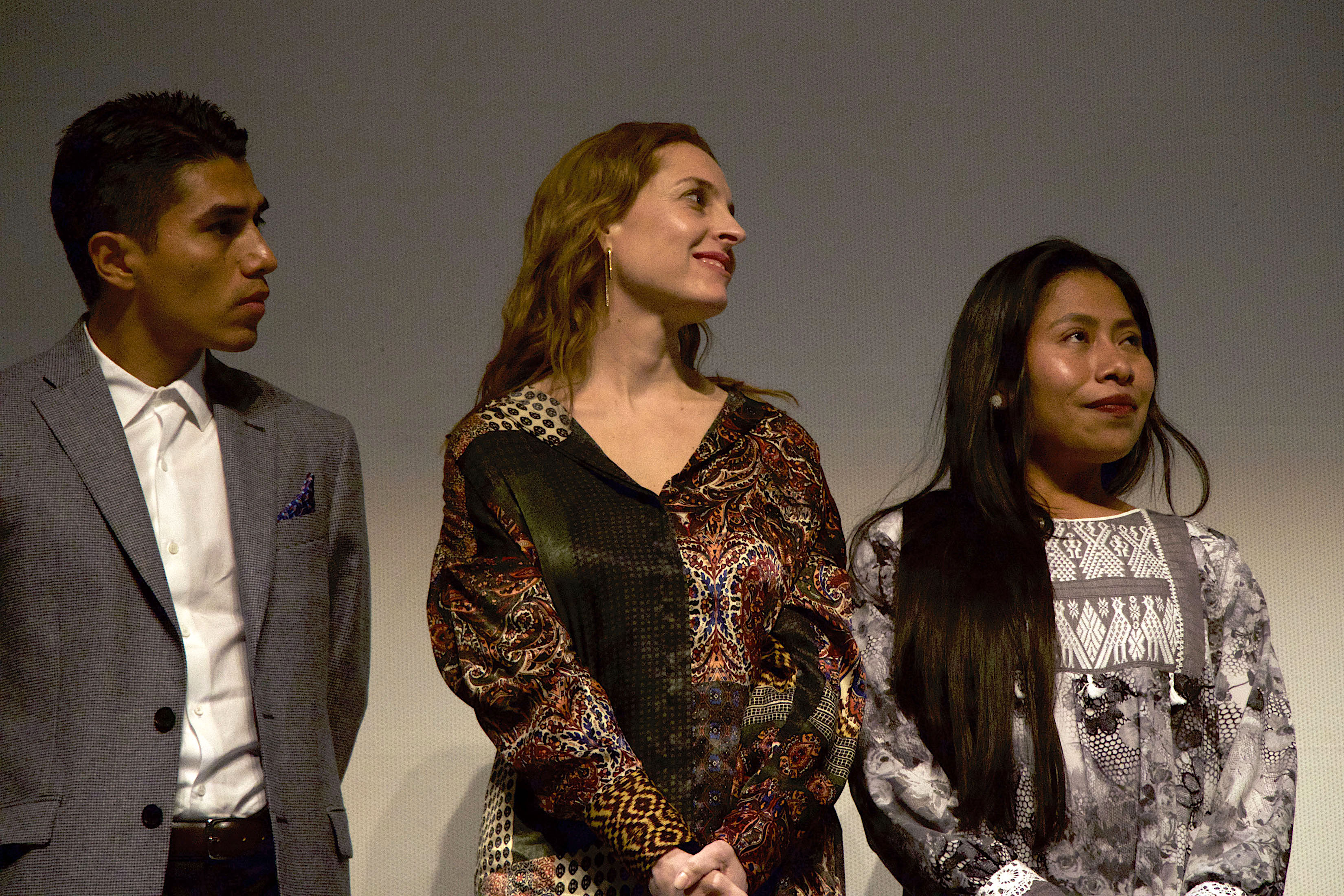
Jorge Antonio Guerrero, Marina de Tavira e Yalitza Aparicio na reunião de elenco do filme Roma, em 2018.

### Cinema
| Ano  | Título                            | Personagem      | Notas                                  |
| ---- | --------------------------------- | --------------- | -------------------------------------- |
| 2005 | Hijas de su madre: Las Buenrostro | Teresa          | Estreia no cinema                      |
| 2006 | Un mundo maravilloso              | Enfermeira      | Participação especial                  |
| 2006 | Efectos secundarios               | Marina          |                                        |
| 2007 | La zona                           | Andrea          |                                        |
| 2008 | Amor, dolor y viceversa           | Marcela Padilla |                                        |
| 2008 | Casi divas                        | Modelo          |                                        |
| 2008 | Cinco días sin Nora               | Nora Kurtz      |                                        |
| 2010 | Desafio                           | Julieta         |                                        |
| 2011 | Viento en contra                  | Liseta          |                                        |
| 2012 | Espacio interior                  | Josefa          |                                        |
| 2015 | Los árboles mueren de pie         | Helena          |                                        |
| 2018 | Ana y Bruno                       | Carmem (voz)    | Dublagem                               |
| 2018 | Cómplices                         | Teresa D,Ors    |                                        |
| 2018 | Roma                              | Sofía           | Ind - Óscar de melhor atriz secundária |
| 2019 | Esto no es Berlín                 | Carolina        |                                        |

### Televisão
| Ano     | Título                        | Personagem         | Notas                     |
| ------- | ----------------------------- | ------------------ | ------------------------- |
| 1998    | Tentaciones                   | Eliana             |                           |
| 2005    | Decisiones                    | —                  | Episódio: "Dos en una"    |
| 2007-08 | S.O.S.: Sexo y otros secretos | Pamela             |                           |
| 2009    | Los Simuladores               | Perla              | Episódio: "El predicador" |
| 2010    | Las Aparicio                  | Eva                |                           |
| 2010    | Los Minondo                   | Cayetana Sulbarrán |                           |
| 2010    | Capadocia                     | Blanca Alfaro      |                           |
| 2015    | El señor de los cielos        | Begoña Barraza     |                           |
| 2018    | Falco                         | Carolina           |                           |
| 2017    | Ingobernable                  | Patricia Lieberman |                           |

## Prêmios e Indicações

#### Óscar
| Ano  | Categoria                | Indicação | Notas    |
| ---- | ------------------------ | --------- | -------- |
| 2019 | Melhor Atriz Coadjuvante | Roma      | Indicada |

#### Prémio Ariel
| Ano  | Categoria                | Indicação | Notas  |
| ---- | ------------------------ | --------- | ------ |
| 2019 | Melhor Atriz Coadjuvante | Roma      | Venceu |

#### Prêmio Platino
| Ano  | Categoria    | Indicação | Notas    |
| ---- | ------------ | --------- | -------- |
| 2019 | Melhor Atriz | Roma      | Indicada |

#### Diosas de Plata
| Ano  | Categoria              | Indicação                 | Notas    |
| ---- | ---------------------- | ------------------------- | -------- |
| 2007 | Melhor Atriz           | Efectos secundarios       | Indicada |
| 2016 | Melhor Atriz de Quadro | Los árboles mueren de pie | Indicada |

#### Festival Internacional de Cinema de Morelia
| Ano  | Categoria          | Indicação        | Notas  |
| ---- | ------------------ | ---------------- | ------ |
| 2019 | Homenagem especial | Conjunto da Obra | Venceu |

#### Prêmio ACE
| Ano  | Categoria                | Indicação | Notas  |
| ---- | ------------------------ | --------- | ------ |
| 2019 | Melhor Atriz Coadjuvante | Roma      | Venceu |

#### Latino Entertainment Journalists Association Film Awards
| Ano  | Categoria                | Indicação | Notas    |
| ---- | ------------------------ | --------- | -------- |
| 2019 | Melhor Atriz Coadjuvante | Roma      | Indicada |

#### CinEuphoria Awards
| Ano  | Categoria                | Indicação | Notas    |
| ---- | ------------------------ | --------- | -------- |
| 2019 | Melhor Atriz Coadjuvante | Roma      | Indicada |